# Caubilhargues
Caubilhargues (en francès Cavillargues) és un municipi francès situat al departament del Gard i a la regió d'Occitània.